# Stare Rybie
Stare Rybie – wieś w Polsce położona w województwie małopolskim, w powiecie limanowskim, w gminie Limanowa.
Wieś jest położona 50 km od Krakowa, 18 km od Limanowej, 7 km od Łapanowa.
W latach 1975–1998 miejscowość administracyjnie należała do województwa nowosądeckiego.